# Oscar voor beste originele nummer
De Academy Award voor beste originele nummer (Engels: Academy Award for Best Original Song, ook bekend als de Oscar voor beste originele nummer) is een van de jaarlijkse prijzen die door de Academy of Motion Picture Arts and Sciences worden uitgereikt aan mensen die werkzaam zijn in de filmindustrie. De Oscar is bedoeld voor de componisten en tekstschrijvers van het beste speciaal voor een film geschreven nummer en dus niet voor de uitvoerders hiervan, tenzij dezen ook een bijdrage hebben geleverd aan de muziek of de tekst.
Deze categorie van de Academy Awards werd geïntroduceerd tijdens de 7de Academy Awards, waarbij de beste film van 1934 werd gekozen. Tekstschrijvers en componisten nomineren de kandidaten, de uiteindelijke winnaar wordt gekozen door alle leden van Academy.

## "Origineel" en andere regels
Alleen nieuwe nummers die speciaal zijn geschreven voor een film kunnen genomineerd worden. Bestaande nummers die populair werden nadat ze in een film waren gebruikt, voldoen niet aan die eisen — zoals I Will Always Love You uit de film The Bodyguard uit 1992, dat oorspronkelijk in 1974 werd geschreven.
Als een film gebaseerd is op een eerder geschreven musical (zoals de filmversie van Les Misérables uit 2012), en de liedjes uit de oorspronkelijke musical worden in de film gebruikt, dan kunnen deze niet genomineerd worden voor een Oscar. De liedjes zijn dan immers niet speciaal voor de film geschreven. Dit probleem wordt meestal ondervangen door een of meerdere nieuwe nummers voor de filmversie van een musical te schrijven. In het geval van Les Misérables leverde dat een nominatie op in deze categorie.
Overigens gaat de Oscar naar de tekstschrijver(s) en componist(en) van het liedje, niet naar de uitvoerende artiest (behalve als die artiest ook de tekstschrijver en/of componist van het winnende liedje is).
In de reglementen van de Oscar-organisatie staat dat een liedje duidelijk hoorbaar moet zijn in de film (zowel tek st als muziek), op een prominente plek in de film of als eerste lied tijdens de aftiteling. Het is niet noodzakelijk dat er een uitvoering van het liedje in de film te zien is; het mag dus ook alleen te horen zijn (wat in de meeste gevallen aan de orde is). Ook hoeft het lied niet volledig uitgevoerd te worden; de Academy heeft het in haar reglementen over een "substantieel" deel van het lied.
Tot aan de 18de Oscaruitreiking, in 1946, kon een onbeperkt aantal nummers worden genomineerd voor de prijs. In 1946 waren veertien nummers genomineerd. Vanaf de 19de Oscaruitreiking (1947) konden er maximaal vijf nummers per jaar genomineerd zijn. Door het door de Academy gehanteerde puntensysteem waren er in 2011 maar vier nummers genomineerd, in 1989, 2006 en 2009 drie nummers, en in 2012 twee.
Tot aan de 80ste Oscaruitreiking, in 2008, was het aantal mogelijke nominaties uit één film in principe onbeperkt. De eerste film waarvan meerdere nummers genomineerd waren, was Fame met twee nominaties in 1981. Vier films zijn met drie nummers genomineerd geweest: Beauty and the Beast in 1992, The Lion King in 1995, Dreamgirls in 2007, en Enchanted in 2008. Geen van de nummers uit Dreamgirls en Enchanted wonnen overigens de Oscar; ze werden verslagen door respectievelijk I Need to Wake Up uit de film An Inconvenient Truth, en Falling Slowly uit de film Once. Naar aanleiding hiervan werd in juni 2008 een nieuwe regel van kracht, die stelt dat per film maximaal twee liedjes genomineerd mogen zijn.

## Optredens tijdens de uitreiking
De laatste jaren is het gebruikelijk dat de genomineerde nummers live worden gezongen tijdens de Academy Award-ceremonie. Over het algemeen verschijnen de personen of groepen die genomineerd zijn op de ceremonie. In sommige gevallen kiest de Academy echter voor een bekendere beroemdheid om meer kijkers te trekken. Zo trad Beyoncé op tijdens de 77ste Oscaruitreiking, terwijl zij de nummers die ze daar bracht nooit had gezongen in de genomineerde films.
Soms treden bekende artiesten zoals Barbra Streisand en Bruce Springsteen eerst op terwijl ze later, als schrijver, ook de prijs in ontvangst mogen nemen met een bijbehorende speech.

## Winnaars en genomineerden
De winnaars staan bovenaan in vette letters op een gele achtergrond. De overige films, componisten en tekstschrijvers die werden genomineerd staan eronder vermeld in alfabetische volgorde.

### 1934-1939
| Jaar                              | Nummer                         | Film                                                        | Muziek en tekst |
| --------------------------------- | ------------------------------ | ----------------------------------------------------------- | --------------- |
| 1934 (7e)                         |                                |                                                             |                 |
| The Continental                   | The Gay Divorcee               | Muziek: Con Conrad • Tekst: Herb Magidson                   |                 |
| Carioca                           | Flying Down to Rio             | Muziek: Vincent Youmans • Tekst: Edward Eliscu en Gus Kahn  |                 |
| Love in Bloom                     | She Loves Me Not               | Muziek: Ralph Rainger • Tekst: Leo Robin                    |                 |
| 1935 (8e)                         |                                |                                                             |                 |
| Lullaby of Broadway               | Gold Diggers of 1935           | Muziek: Harry Warren • Tekst: Al Dubin                      |                 |
| Cheek to Cheek                    | Top Hat                        | Muziek en tekst: Irving Berlin                              |                 |
| Lovely to Look At                 | Roberta                        | Muziek: Jerome Kern • Tekst: Dorothy Fields en Jimmy McHugh |                 |
| 1936 (9e)                         |                                |                                                             |                 |
| The Way You Look Tonight          | Swing Time                     | Muziek: Jerome Kern • Tekst: Dorothy Fields                 |                 |
| Did I Remember                    | Suzy                           | Muziek: Walter Donaldson • Tekst: Harold Adamson            |                 |
| I've Got You Under My Skin        | Born to Dance                  | Muziek en tekst: Cole Porter                                |                 |
| A Melody from the Sky             | The Trail of the Lonesome Pine | Muziek: Louis Alter • Tekst: Sidney D. Mitchell             |                 |
| Pennies from Heaven               | Pennies from Heaven            | Muziek: Arthur Johnston • Tekst: Johnny Burke               |                 |
| When Did You Leave Heaven         | Sing, Baby, Sing               | Muziek: Richard A. Whiting • Tekst: Walter Bullock          |                 |
| 1937 (10e)                        |                                |                                                             |                 |
| Sweet Leilani                     | Waikiki Wedding                | Muziek en tekst: Harry Owens                                |                 |
| Remember Me                       | Mr. Dodd Takes the Air         | Muziek: Harry Warren • Tekst: Al Dubin                      |                 |
| That Old Feeling                  | Walter Wanger's Vogues of 1938 | Muziek: Sammy Fain • Tekst: Lew Brown                       |                 |
| They Can't Take That Away from Me | Shall We Dance                 | Muziek: George Gershwin • Tekst: Ira Gershwin               |                 |
| Whispers in the Dark              | Artists and Models             | Muziek: Friedrich Hollaender • Tekst: Leo Rubin             |                 |
| 1938 (11e)                        |                                |                                                             |                 |
| Thanks for the Memory             | The Big Broadcast of 1938      | Muziek: Ralph Rainger • Tekst: Leo Robin                    |                 |
| Always and Always                 | Mannequin                      | Muziek: Edward Ward • Tekst: Chet Forrest en Bob Wright     |                 |
| Change Partners                   | Carefree                       | Muziek en tekst: Irving Berlin                              |                 |
| The Cowboy and the Lady           | The Cowboy and the Lady        | Muziek: Lionel Newman • Tekst: Arthur Quenzer               |                 |
| Dust                              | Under Western Stars            | Muziek en tekst: Johnny Marvin                              |                 |
| Jeepers Creepers                  | Going Places                   | Muziek: Harry Warren • Tekst: Johnny Mercer                 |                 |
| Merrily We Live                   | Merrily We Live                | Muziek: Phil Craig • Tekst: Arthur Quenzer                  |                 |
| A Mist over the Moon              | The Lady Objects               | Muziek: Ben Oakland • Tekst: Oscar Hammerstein II           |                 |
| My Own                            | That Certain Age               | Muziek: Jimmy McHugh • Tekst: Harold Adamson                |                 |
| Now It Can Be Told                | Alexander's Ragtime Band       | Muziek en tekst: Irving Berlin                              |                 |
| 1939 (12e)                        |                                |                                                             |                 |
| Over the Rainbow                  | The Wizard of Oz               | Muziek: Harold Arlen • Tekst: Yip Harburg                   |                 |
| Faithful Forever                  | Gulliver's Travels             | Muziek: Ralph Rainger • Tekst: Leo Robin                    |                 |
| I Poured My Heart into a Song     | Second Fiddle                  | Muziek en tekst: Irving Berlin                              |                 |
| Wishing                           | Love Affair                    | Muziek en tekst: Buddy De Sylva                             |                 |

### 1940-1949
| Jaar                                     | Nummer                           | Film                                                     | Muziek en tekst |
| ---------------------------------------- | -------------------------------- | -------------------------------------------------------- | --------------- |
| 1940 (13e)                               |                                  |                                                          |                 |
| When You Wish upon a Star                | Pinocchio                        | Muziek: Leigh Harline • Tekst: Ned Washington            |                 |
| Down Argentine Way                       | Down Argentine Way               | Muziek: Harry Warren • Tekst: Mack Gordon                |                 |
| I'd Know You Anywhere                    | You'll Find Out                  | Muziek: Jimmy McHugh • Tekst: Johnny Mercer              |                 |
| It's a Blue World                        | Music in My Heart                | Muziek en tekst: Chet Forrest en Bob Wright              |                 |
| Love of My Life                          | Second Chorus                    | Muziek: Artie Shaw • Tekst: Johnny Mercer                |                 |
| Over Forever                             | Rhythm on the River              | Muziek: James Monaco • Tekst: Johnny Burke               |                 |
| Our Love Affair                          | Strike Up the Band               | Muziek en tekst: Roger Edens en Arthur Freed             |                 |
| Waltzing in the Clouds                   | Spring Parade                    | Muziek: Robert Stolz • Tekst: Gus Kahn                   |                 |
| Who Am I?                                | Hit Parade of 1941               | Muziek: Jule Styne • Tekst: Walter Bullock               |                 |
| 1941 (14e)                               |                                  |                                                          |                 |
| The Last Time I Saw Paris                | Lady Be Good                     | Muziek: Jerome Kern • Tekst: Oscar Hammerstein II        |                 |
| Baby Mine                                | Dumbo                            | Muziek: Frank Churchill • Tekst: Ned Washington          |                 |
| Be Honest With Me                        | Ridin' on a Rainbow              | Muziek en tekst: Gene Autry and Fred Rose                |                 |
| Blues in the Night                       | Blues in the Night               | Muziek: Harold Arlen • Tekst: Johnny Mercer              |                 |
| Boogie Woogie Bugle Boy of Company B     | Buck Privates                    | Muziek: Hugh Prince • Tekst: Don Raye                    |                 |
| Chattanooga Choo Choo                    | Sun Valley Serenade              | Muziek: Harry Warren • Tekst: Mack Gordon                |                 |
| Dolores                                  | Las Vegas Nights                 | Muziek: Lou Alter • Tekst: Frank Loesser                 |                 |
| Out of the Silence                       | All-American Co-Ed               | Muziek en tekst: Lloyd B. Norlind                        |                 |
| Since I Kissed My Baby Goodbye           | You'll Never Get Rich            | Muziek en tekst: Cole Porter                             |                 |
| 1942 (15e)                               |                                  |                                                          |                 |
| White Christmas                          | Holiday Inn                      | Muziek en tekst: Irving Berlin                           |                 |
| Always in My Heart                       | Always in My Heart               | Muziek: Ernesto Lecuona • Tekst: Kim Gannon              |                 |
| Dearly Beloved                           | You Were Never Lovelier          | Muziek: Jerome Kern • Tekst: Johnny Mercer               |                 |
| How About You?                           | Babes on Broadway                | Muziek: Burton Lane • Tekst: Ralph Freed                 |                 |
| It Seems I Heard That Song Before        | Youth on Parade                  | Muziek: Jule Styne • Tekst: Sammy Cahn                   |                 |
| I've Got a Gal in Kalamazoo              | Orchestra Wives                  | Muziek: Harry Warren • Tekst: Mack Gordon                |                 |
| Love Is a Song                           | Bambi                            | Muziek: Frank Churchill • Tekst: Larry Morey             |                 |
| Pennies for Peppino                      | Flying with Music                | Muziek: Edward Ward • Tekst: Chet Forrest en Bob Wright  |                 |
| Pig Foot Pete                            | Hellzapoppin'                    | Muziek: Gene de Paul • Tekst: Don Raye                   |                 |
| There's a Breeze on Lake Louise          | The Mayor of 44th Street         | Muziek: Harry Revel • Tekst: Mort Greene                 |                 |
| 1943 (16e)                               |                                  |                                                          |                 |
| You'll Never Know                        | Hello, Frisco, Hello             | Muziek: Harry Warren • Tekst: Mack Gordon                |                 |
| A Change of Heart                        | Hit Parade of 1943               | Muziek: Jule Styne • Tekst: Harold Adamson               |                 |
| Happiness Is a Thing Called Joe          | Cabin in the Sky                 | Muziek: Harold Arlen • Tekst: Yip Harburg                |                 |
| My Shining Hour                          | The Sky's the Limit              | Muziek: Harold Arlen • Tekst: Johnny Mercer              |                 |
| Saludos Amigos                           | Saludos Amigos                   | Muziek: Charles Wolcott • Tekst: Ned Washington          |                 |
| Say a Pray'r for the Boys Over There     | Hers to Hold                     | Muziek: Jimmy McHugh • Tekst: Herb Magidson              |                 |
| That Old Black Magic                     | Star Spangled Rhythm             | Muziek: Harold Arlen • Tekst: Johnny Mercer              |                 |
| They're Either Too Young or Too Old      | Thank Your Lucky Stars           | Muziek: Arthur Schwartz • Tekst: Frank Loesser           |                 |
| We Mustn't Say Good Bye                  | Stage Door Canteen               | Muziek: James V. Monaco • Tekst: Al Dubin                |                 |
| You'd Be So Nice to Come Home To         | Something to Shout About         | Muziek en tekst: Cole Porter                             |                 |
| 1944 (17e)                               |                                  |                                                          |                 |
| Swinging on a Star                       | Going My Way                     | Muziek: James Van Heusen • Tekst: Johnny Burke           |                 |
| I Couldn't Sleep a Wink Last Night       | Higher and Higher                | Muziek: Jimmy McHugh • Tekst: Harold Adamson             |                 |
| I'll Walk Alone                          | Follow the Boys                  | Muziek: Jule Styne • Tekst: Sammy Cahn                   |                 |
| I'm Making Believe                       | Sweet and Low-Down               | Muziek: James V. Monaco • Tekst: Mack Gordon             |                 |
| Long Ago and Far Away                    | Cover Girl                       | Muziek: Jerome Kern • Tekst: Ira Gershwin                |                 |
| Now I Know                               | Up in Arms                       | Muziek: Harold Arlen • Tekst: Ted Koehler                |                 |
| Remember Me to Carolina                  | Minstrel Man                     | Muziek: Harry Revel • Tekst: Paul Webster                |                 |
| Rio de Janeiro                           | Brazil                           | Muziek: Ary Barroso • Tekst: Ned Washington              |                 |
| Silver Shadows and Golden Dreams         | Lady Let's Dance                 | Muziek: Lew Pollack • Tekst: Charles Newman              |                 |
| Too Much in Love                         | Song of the Open Road            | Muziek: Walter Kent • Tekst: Kim Gannon                  |                 |
| The Trolley Song                         | Meet Me in St. Louis             | Muziek en tekst: Ralph Blane en Hugh Martin              |                 |
| 1945 (18e)                               |                                  |                                                          |                 |
| It Might as Well Be Spring               | State Fair                       | Muziek: Richard Rodgers • Tekst: Oscar Hammerstein II    |                 |
| Accentuate the Positive                  | Here Come the Waves              | Muziek: Harold Arlen • Tekst: Johnny Mercer              |                 |
| Anywhere                                 | Tonight and Every Night          | Muziek: Jule Styne • Tekst: Sammy Cahn                   |                 |
| Aren't You Glad You're You               | The Bells of St. Mary's          | Muziek: James Van Heusen • Tekst: Johnny Burke           |                 |
| The Cat and the Canary                   | Why Girls Leave Home             | Muziek: Jay Livingston • Tekst: Ray Evans                |                 |
| Endlessly                                | Earl Carroll Vanities            | Muziek: Walter Kent • Tekst: Kim Gannon                  |                 |
| I Fall in Love Too Easily                | Anchors Aweigh                   | Muziek: Jule Styne • Tekst: Sammy Cahn                   |                 |
| I'll Buy That Dream                      | Sing Your Way Home               | Muziek: Allie Wrubel • Tekst: Herb Magidson              |                 |
| Linda                                    | G.I. Joe                         | Muziek en tekst: Ann Ronell                              |                 |
| Love Letters                             | Love Letters                     | Muziek: Victor Young • Tekst: Edward Heyman              |                 |
| More and More                            | Can't Help Singing               | Muziek: Jerome Kern • Tekst: Yip Harburg                 |                 |
| Sleighride in July                       | Belle of the Yukon               | Muziek: James Van Heusen • Tekst: Johnny Burke           |                 |
| So in Love                               | Wonder Man                       | Muziek: David Rose • Tekst: Leo Robin                    |                 |
| Some Sunday Morning                      | San Antonio                      | Muziek: Ray Heindorf en M.K. Jerome • Tekst: Ted Koehler |                 |
| 1946 (19e)                               |                                  |                                                          |                 |
| On the Atchison, Topeka and the Santa Fe | The Harvey Girls                 | Muziek: Harry Warren • Tekst: Johnny Mercer              |                 |
| All Through the Day                      | Centennial Summer                | Muziek: Jerome Kern • Tekst: Oscar Hammerstein II        |                 |
| I Can't Begin to Tell You                | The Dolly Sisters                | Muziek: James V. Monaco • Tekst: Mack Gordon             |                 |
| Ole Buttermilk Sky                       | Canyon Passage                   | Muziek: Hoagy Carmichael • Tekst: Jack Brooks            |                 |
| You Keep Coming Back Like a Song         | Blue Skies                       | Muziek en tekst: Irving Berlin                           |                 |
| 1947 (20e)                               |                                  |                                                          |                 |
| Zip-a-Dee-Doo-Dah                        | Song of the South                | Muziek: Allie Wrubel • Tekst: Ray Gilbert                |                 |
| A Gal in Calico                          | The Time, the Place and the Girl | Muziek: Arthur Schwartz • Tekst: Leo Robin               |                 |
| I Wish I Didn't Love You So              | The Perils of Pauline            | Muziek en tekst: Frank Loesser                           |                 |
| Pass That Peace Pipe                     | Good News                        | Muziek en tekst: Ralph Blane, Hugh Martin en Roger Edens |                 |
| You Do                                   | Mother Wore Tights               | Muziek: Josef Myrow • Tekst: Mack Gordon                 |                 |
| 1948 (21e)                               |                                  |                                                          |                 |
| Buttons and Bows                         | The Paleface                     | Muziek en tekst: Jay Livingston en Ray Evans             |                 |
| For Every Man There's a Woman            | Casbah                           | Muziek: Harold Arlen • Tekst: Leo Robin                  |                 |
| It's Magic                               | Romance on the High Seas         | Muziek: Jule Styne • Tekst: Sammy Cahn                   |                 |
| This Is the Moment                       | That Lady in Ermine              | Muziek: Frederick Hollander • Tekst: Leo Robin           |                 |
| The Woody Woodpecker Song                | Wet Blanket Policy               | Muziek en tekst: Ramey Idriss en George Tibbles          |                 |
| 1949 (22e)                               |                                  |                                                          |                 |
| Baby, It's Cold Outside                  | Neptune's Daughter               | Muziek en tekst: Frank Loesser                           |                 |
| It's a Great Feeling                     | It's a Great Feeling             | Muziek: Jule Styne • Tekst: Sammy Cahn                   |                 |
| Lavender Blue                            | So Dear to My Heart              | Muziek: Eliot Daniel • Tekst: Larry Morey                |                 |
| My Foolish Heart                         | My Foolish Heart                 | Muziek: Victor Young • Tekst: Ned Washington             |                 |
| Through a Long and Sleepless Night       | Come to the Stable               | Muziek: Alfred Newman • Tekst: Mack Gordon               |                 |

### 1950-1959
| Jaar                                           | Nummer                          | Film                                                             | Muziek en tekst |
| ---------------------------------------------- | ------------------------------- | ---------------------------------------------------------------- | --------------- |
| 1950 (23e)                                     |                                 |                                                                  |                 |
| Mona Lisa                                      | Captain Carey, U.S.A.           | Muziek en tekst: Ray Evans en Jay Livingston                     |                 |
| Be My Love                                     | The Toast of New Orleans        | Muziek: Nicholas Brodszky • Tekst: Sammy Cahn                    |                 |
| Bibbidy-Bobbidi-Boo                            | Cinderella                      | Muziek en tekst: Mack David, Al Hoffman en Jerry Livingston      |                 |
| Mule Train                                     | Singing Guns                    | Muziek en tekst: Fred Glickman, Hy Heath en Johnny Lange         |                 |
| Wilhelmina                                     | Wabash Avenue                   | Muziek: Josef Myrow • Tekst: Mack Gordon                         |                 |
| 1951 (24e)                                     |                                 |                                                                  |                 |
| In the Cool, Cool, Cool of the Evening         | Here Comes the Groom            | Muziek: Hoagy Carmichael • Tekst: Johnny Mercer                  |                 |
| A Kiss to Build a Dream On                     | The Strip                       | Muziek en tekst: Burt Kalmar, Harry Ruby en Oscar Hammerstein II |                 |
| Never                                          | Golden Girl                     | Muziek: Lionel Newman • Tekst: Eliot Daniel                      |                 |
| Too Late Now                                   | Royal Wedding                   | Muziek: Burton Lane • Tekst: Alan Jay Lerner                     |                 |
| Wonder Why                                     | Rich, Young and Pretty          | Muziek: Nicholas Brodszky • Tekst: Sammy Cahn                    |                 |
| 1952 (25e)                                     |                                 |                                                                  |                 |
| High Noon (Do Not Forsake Me, Oh My Darlin')   | High Noon                       | Muziek: Dimitri Tiomkin • Tekst: Ned Washington                  |                 |
| Am I in Love                                   | Son of Paleface                 | Muziek en tekst: Jack Brooks                                     |                 |
| Because You're Mine                            | Because You're Mine             | Muziek: Nicholas Brodszky • Tekst: Sammy Cahn                    |                 |
| Thumbelina                                     | Hans Christian Andersen         | Muziek en tekst: Frank Loesser                                   |                 |
| Zing a Little Zong                             | Just for You                    | Muziek: Harry Warren • Tekst: Leo Robin                          |                 |
| 1953 (26e)                                     |                                 |                                                                  |                 |
| Secret Love                                    | Calamity Jane                   | Muziek: Sammy Fain • Tekst: Paul Francis Webster                 |                 |
| The Moon Is Blue                               | The Moon Is Blue                | Muziek: Herschel Burke Gilbert • Tekst: Sylvia Fine              |                 |
| My Flaming Heart                               | Small Town Girl                 | Muziek: Nicholas Brodszky • Tekst: Leo Robin                     |                 |
| Sadie Thompson's Song (Blue Pacific Blues)     | Miss Sadie Thompson             | Muziek: Lester Lee • Tekst: Ned Washington                       |                 |
| That's Amore                                   | The Caddy                       | Muziek: Harry Warren • Tekst: Jack Brooks                        |                 |
| 1954 (27e)                                     |                                 |                                                                  |                 |
| Three Coins in the Fountain                    | Three Coins in the Fountain     | Muziek: Jule Styne • Tekst: Sammy Cahn                           |                 |
| Count Your Blessings Instead of Sheep          | White Christmas                 | Muziek en tekst: Irving Berlin                                   |                 |
| The High and the Mighty                        | The High and the Mighty         | Muziek: Dimitri Tiomkin • Tekst: Ned Washington                  |                 |
| Hold My Hand                                   | Susan Slept Here                | Muziek en tekst: Jack Lawrence en Richard Myers                  |                 |
| The Man That Got Away                          | A Star Is Born                  | Muziek: Harold Arlen • Tekst: Ira Gershwin                       |                 |
| 1955 (28e)                                     |                                 |                                                                  |                 |
| Love Is a Many-Splendored Thing                | Love Is a Many-Splendored Thing | Muziek: Sammy Fain • Tekst: Paul Francis Webster                 |                 |
| I'll Never Stop Loving You                     | Love Me or Leave Me             | Muziek: Nicholas Brodszky • Tekst: Sammy Cahn                    |                 |
| Something's Gotta Give                         | Daddy Long Legs                 | Muziek en tekst: Johnny Mercer                                   |                 |
| (Love Is) The Tender Trap                      | The Tender Trap                 | Muziek: James Van Heusen • Tekst: Sammy Cahn                     |                 |
| Unchained Melody                               | Unchained                       | Muziek: Alex North • Tekst: Hy Zaret                             |                 |
| 1956 (29e)                                     |                                 |                                                                  |                 |
| Whatever Will Be, Will Be (Que Sera, Sera)     | The Man Who Knew Too Much       | Muziek en tekst: Jay Livingston en Ray Evans                     |                 |
| Friendly Persuasion (Thee I Love)              | Friendly Persuasion             | Muziek: Tiomkin • Tekst: Paul Francis Webster                    |                 |
| Julie                                          | Julie                           | Muziek: Leith Stevens • Tekst: Tom Adair                         |                 |
| True Love                                      | High Society                    | Muziek en tekst: Cole Porter                                     |                 |
| Written on the Wind                            | Written on the Wind             | Muziek: Victor Young • Tekst: Sammy Cahn                         |                 |
| 1957 (30e)                                     |                                 |                                                                  |                 |
| All the Way                                    | The Joker Is Wild               | Muziek: James Van Heusen • Tekst: Sammy Cahn                     |                 |
| An Affair to Remember                          | An Affair to Remember           | Muziek: Harry Warren • Tekst: Harold Adamson en Leo McCarey      |                 |
| April Love                                     | April Love                      | Muziek: Sammy Fain • Tekst: Paul Francis Webster                 |                 |
| Tammy                                          | Tammy and the Bachelor          | Muziek en tekst: Ray Evans en Jay Livingston                     |                 |
| Wild Is the Wind                               | Wild Is the Wind                | Muziek: Dimitri Tiomkin • Tekst: Ned Washington                  |                 |
| 1958 (31e)                                     |                                 |                                                                  |                 |
| Gigi                                           | Gigi                            | Muziek: Frederick Loewe • Tekst: Alan Jay Lerner                 |                 |
| Almost in Your Arms (Love Song from Houseboat) | Houseboat                       | Muziek en tekst: Jay Livingston en Ray Evans                     |                 |
| A Certain Smile                                | A Certain Smile                 | Muziek: Sammy Fain • Tekst: Paul Francis Webster                 |                 |
| To Love and Be Loved                           | Some Came Running               | Muziek: James Van Heusen • Tekst: Sammy Cahn                     |                 |
| A Very Precious Love                           | Marjorie Morningstar            | Muziek: Sammy Fain • Tekst: Paul Francis Webster                 |                 |
| 1959 (32e)                                     |                                 |                                                                  |                 |
| High Hopes                                     | A Hole in the Head              | Muziek: James Van Heusen • Tekst: Sammy Cahn                     |                 |
| The Best of Everything                         | The Best of Everything          | Muziek: Alfred Newman • Tekst: Sammy Cahn                        |                 |
| The Five Pennies                               | The Five Pennies                | Muziek en tekst: Sylvia Fine                                     |                 |
| The Hanging Tree                               | The Hanging Tree                | Muziek: Jerry Livingston • Tekst: Mack David                     |                 |
| Strange Are the Ways of Love                   | The Young Land                  | Muziek: Dimitri Tiomkin • Tekst: Ned Washington                  |                 |

### 1960-1969
| Jaar                                             | Nummer                             | Film                                                                       | Muziek en tekst |
| ------------------------------------------------ | ---------------------------------- | -------------------------------------------------------------------------- | --------------- |
| 1960 (33e)                                       |                                    |                                                                            |                 |
| Never on Sunday                                  | Never on Sunday                    | Muziek en tekst: Manos Hadjidakis                                          |                 |
| The Facts of Life                                | The Facts of Life                  | Muziek en tekst: Johnny Mercer                                             |                 |
| Faraway Part of Town                             | Pepe                               | Muziek: André Previn • Tekst: Dory Langdon                                 |                 |
| The Green Leaves of Summer                       | The Alamo                          | Muziek: Dimitri Tiomkin • Tekst: Paul Francis Webster                      |                 |
| The Second Time Around                           | High Time                          | Muziek: James Van Heusen • Tekst: Sammy Cahn                               |                 |
| 1961 (34e)                                       |                                    |                                                                            |                 |
| Moon River                                       | Breakfast at Tiffany's             | Muziek: Henry Mancini • Tekst: Johnny Mercer                               |                 |
| Bachelor in Paradise                             | Bachelor in Paradise               | Muziek: Henry Mancini • Tekst: Mack David                                  |                 |
| Love Theme from El Cid (The Falcon and the Dove) | El Cid                             | Muziek: Miklos Rozsa • Tekst: Paul Francis Webster                         |                 |
| Pocketful of Miracles                            | Pocketful of Miracles              | Muziek: James Van Heusen • Tekst: Sammy Cahn                               |                 |
| Town Without Pity                                | Town Without Pity                  | Muziek: Dimitri Tiomkin • Tekst: Ned Washington                            |                 |
| 1962 (35e)                                       |                                    |                                                                            |                 |
| Days of Wine and Roses                           | Days of Wine and Roses             | Muziek: Henry Mancini • Tekst: Johnny Mercer                               |                 |
| Love Song from Mutiny on the Bounty (Follow Me)  | Mutiny on the Bounty               | Muziek: Bronislaw Kaper • Tekst: Paul Francis Webster                      |                 |
| Song from Two for the Seesaw (Second Chance)     | Two for the Seesaw                 | Muziek: André Previn • Tekst: Dory Langdon                                 |                 |
| Tender Is the Night                              | Tender Is the Night                | Muziek: Sammy Fain • Tekst: Paul Francis Webster                           |                 |
| Walk on the Wild Side                            | Walk on the Wild Side              | Muziek: Elmer Bernstein • Tekst: Mack David                                |                 |
| 1963 (36e)                                       |                                    |                                                                            |                 |
| Call Me Irresponsible                            | Papa's Delicate Condition          | Muziek: James Van Heusen • Tekst: Sammy Cahn                               |                 |
| Charade                                          | Charade                            | Muziek: Henry Mancini • Tekst: Johnny Mercer                               |                 |
| It's a Mad, Mad, Mad, Mad World                  | It's a Mad, Mad, Mad, Mad World    | Muziek: Ernest Gold • Tekst: Mack David                                    |                 |
| More                                             | Mondo Cane                         | Muziek: Riz Ortolani en Nino Oliviero • Tekst: Norman Newell               |                 |
| So Little Time                                   | 55 Days at Peking                  | Muziek: Dimitri Tiomkin • Tekst: Paul Francis Webster                      |                 |
| 1964 (37e)                                       |                                    |                                                                            |                 |
| Chim Chim Cher-ee                                | Mary Poppins                       | Muziek en tekst: Richard M. Sherman en Robert B. Sherman                   |                 |
| Dear Heart                                       | Dear Heart                         | Muziek: Henry Mancini • Tekst: Jay Livingston en Ray Evans                 |                 |
| Hush... Hush, Sweet Charlotte                    | Hush... Hush, Sweet Charlotte      | Muziek: Frank DeVol • Tekst: Mack David                                    |                 |
| My Kind of Town                                  | Robin and the 7 Hoods              | Muziek: James Van Heusen • Tekst: Sammy Cahn                               |                 |
| Where Love Has Gone                              | Where Love Has Gone                | Muziek: James Van Heusen • Tekst: Sammy Cahn                               |                 |
| 1965 (38e)                                       |                                    |                                                                            |                 |
| The Shadow of Your Smile                         | The Sandpiper                      | Muziek: Johnny Mandel • Tekst: Paul Francis Webster                        |                 |
| The Ballad of Cat Ballou                         | Cat Ballou                         | Muziek: Jerry Livingston • Tekst: Mack David                               |                 |
| I Will Wait for You                              | The Umbrellas of Cherbourg         | Muziek: Michel Legrand • Tekst: Jacques Demy, Engelse tekst: Norman Gimbel |                 |
| The Sweetheart Tree                              | The Great Race                     | Muziek: Henry Mancini • Tekst: Johnny Mercer                               |                 |
| What's New Pussycat?                             | What's New Pussycat?               | Muziek: Burt Bacharach • Tekst: Hal David                                  |                 |
| 1966 (39e)                                       |                                    |                                                                            |                 |
| Born Free                                        | Born Free                          | Muziek: John Barry • Tekst: Don Black                                      |                 |
| Alfie                                            | Alfie                              | Muziek: Burt Bacharach • Tekst: Hal David                                  |                 |
| Georgy Girl                                      | Georgy Girl                        | Muziek: Tom Springfield • Tekst: Jim Dale                                  |                 |
| My Wishing Doll                                  | Hawaii                             | Muziek: Elmer Bernstein • Tekst: Mack David                                |                 |
| A Time for Love                                  | An American Dream                  | Muziek: Johnny Mandel • Tekst: Paul Francis Webster                        |                 |
| 1967 (40e)                                       |                                    |                                                                            |                 |
| Talk to the Animals                              | Doctor Dolittle                    | Muziek en tekst: Leslie Bricusse                                           |                 |
| The Bare Necessities                             | The Jungle Book                    | Muziek en tekst: Terry Gilkyson                                            |                 |
| The Eyes of Love                                 | Banning                            | Muziek: Quincy Jones • Tekst: Bob Russell                                  |                 |
| The Look of Love                                 | Casino Royale                      | Muziek: Burt Bacharach • Tekst: Hal David                                  |                 |
| Thoroughly Modern Millie                         | Thoroughly Modern Millie           | Muziek en tekst: James Van Heusen en Sammy Cahn                            |                 |
| 1968 (41e)                                       |                                    |                                                                            |                 |
| The Windmills of Your Mind                       | The Thomas Crown Affair            | Muziek: Michel Legrand • Tekst: Alan Bergman en Marilyn Bergman            |                 |
| Chitty Chitty Bang Bang                          | Chitty Chitty Bang Bang            | Muziek en tekst: Richard M. Sherman en Robert B. Sherman                   |                 |
| For Love of Ivy                                  | For Love of Ivy                    | Muziek: Quincy Jones • Tekst: Bob Russell                                  |                 |
| Funny Girl                                       | Funny Girl                         | Muziek: Jule Styne • Tekst: Bob Merrill                                    |                 |
| Star!                                            | Star!                              | Muziek: Jimmy Van Heusen • Tekst: Sammy Cahn                               |                 |
| 1969 (42e)                                       |                                    |                                                                            |                 |
| Raindrops Keep Fallin' on My Head                | Butch Cassidy and the Sundance Kid | Muziek: Burt Bacharach • Tekst: Hal David                                  |                 |
| Come Saturday Morning                            | The Sterile Cuckoo                 | Muziek: Fred Karlin • Tekst: Dory Previn                                   |                 |
| Jean                                             | The Prime of Miss Jean Brodie      | Muziek en tekst: Rod McKuen                                                |                 |
| True Grit                                        | True Grit                          | Muziek: Elmer Bernstein • Tekst: Don Black                                 |                 |
| What Are You Doing the Rest of Your Life?        | The Happy Ending                   | Muziek: Michel Legrand • Tekst: Alan Bergman en Marilyn Bergman            |                 |

### 1970-1979
| Jaar                                                                  | Nummer                               | Film                                                             | Muziek en tekst |
| --------------------------------------------------------------------- | ------------------------------------ | ---------------------------------------------------------------- | --------------- |
| 1970 (43e)                                                            |                                      |                                                                  |                 |
| For All We Know                                                       | Lovers and Other Strangers           | Muziek: Fred Karlin • Tekst: Robb Royer en Jimmy Griffin         |                 |
| Pieces of Dreams                                                      | Pieces of Dreams                     | Muziek: Michel Legrand • Tekst: Alan Bergman en Marilyn Bergman  |                 |
| Thank You Very Much                                                   | Scrooge                              | Muziek en tekst: Leslie Bricusse                                 |                 |
| Till Love Touches Your Life                                           | Madron                               | Muziek: Riz Ortolani • Tekst: Arthur Hamilton                    |                 |
| Whistling Away the Dark                                               | Darling Lili                         | Muziek: Henry Mancini • Tekst: Johnny Mercer                     |                 |
| 1971 (44e)                                                            |                                      |                                                                  |                 |
| Theme from Shaft                                                      | Shaft                                | Muziek en tekst: Isaac Hayes                                     |                 |
| The Age of Not Believing                                              | Bedknobs and Broomsticks             | Muziek en tekst: Richard M. Sherman en Robert B. Sherman         |                 |
| All His Children                                                      | Sometimes a Great Notion             | Muziek: Henry Mancini • Tekst: Alan Bergman en Marilyn Bergman   |                 |
| Bless the Beasts & Children                                           | Bless the Beasts & Children          | Muziek en tekst: Barry DeVorzon en Perry Botkin jr.              |                 |
| Life Is What You Make It                                              | Kotch                                | Muziek: Marvin Hamlisch • Tekst: Johnny Mercer                   |                 |
| 1972 (45e)                                                            |                                      |                                                                  |                 |
| The Morning After                                                     | The Poseidon Adventure               | Muziek en tekst: Al Kasha en Joel Hirschhorn                     |                 |
| Ben                                                                   | Ben                                  | Muziek: Walter Scharf • Tekst: Don Black                         |                 |
| Come Follow, Follow Me                                                | The Little Ark                       | Muziek: Fred Karlin • Tekst: Marsha Karlin                       |                 |
| Marmalade, Molasses & Honey                                           | The Life and Times of Judge Roy Bean | Muziek: Maurice Jarre • Tekst: Marilyn Bergman en Alan Bergman   |                 |
| Strange Are the Ways of Love                                          | The Stepmother                       | Muziek: Sammy Fain • Tekst: Paul Francis Webster                 |                 |
| 1973 (46e)                                                            |                                      |                                                                  |                 |
| The Way We Were                                                       | The Way We Were                      | Muziek: Marvin Hamlisch • Tekst: Alan Bergman en Marilyn Bergman |                 |
| All That Love Went to Waste                                           | A Touch of Class                     | Muziek: George Barrie • Tekst: Sammy Cahn                        |                 |
| Live and Let Die                                                      | Live and Let Die                     | Muziek en tekst: Paul McCartney en Linda McCartney               |                 |
| Love                                                                  | Robin Hood                           | Muziek: George Bruns • Tekst: Floyd Huddleston                   |                 |
| Nice to Be Around                                                     | Cinderella Liberty                   | Muziek: John Williams • Tekst: Paul Williams                     |                 |
| 1974 (47e)                                                            |                                      |                                                                  |                 |
| We May Never Love Like This Again                                     | The Towering Inferno                 | Muziek en tekst: Al Kasha en Joel Hirschhorn                     |                 |
| Benji's Theme (I Feel Love)                                           | Benji                                | Muziek: Euel Box • Tekst: Betty Box                              |                 |
| Blazing Saddles                                                       | Blazing Saddles                      | Muziek: John Morris • Tekst: Mel Brooks                          |                 |
| Little Prince                                                         | The Little Prince                    | Muziek: Frederick Loewe • Tekst: Alan Jay Lerner                 |                 |
| Wherever Love Takes Me                                                | Gold                                 | Muziek: Elmer Bernstein • Tekst: Don Black                       |                 |
| 1975 (48e)                                                            |                                      |                                                                  |                 |
| I'm Easy                                                              | Nashville                            | Muziek en tekst: Keith Carradine                                 |                 |
| How Lucky Can You Get                                                 | Funny Lady                           | Muziek en tekst: Fred Ebb en John Kander                         |                 |
| Now That We're in Love                                                | Whiffs                               | Muziek: George Barrie • Tekst: Sammy Cahn                        |                 |
| Richard's Window                                                      | The Other Side of the Mountain       | Muziek: Charles Fox • Tekst: Norman Gimbel                       |                 |
| Theme from Mahogany (Do You Know Where You're Going To)               | Mahogany                             | Muziek: Michael Masser • Tekst: Gerry Goffin                     |                 |
| 1976 (49e)                                                            |                                      |                                                                  |                 |
| Evergreen (Love Theme from A Star Is Born)                            | A Star Is Born                       | Muziek: Barbra Streisand • Tekst: Paul Williams                  |                 |
| Ave Satani                                                            | The Omen                             | Muziek en tekst: Jerry Goldsmith                                 |                 |
| Come to Me                                                            | The Pink Panther Strikes Again       | Muziek: Henry Mancini • Tekst: Don Black                         |                 |
| Gonna Fly Now                                                         | Rocky                                | Muziek: Bill Conti • Tekst: Carol Connors en Ayn Robbins         |                 |
| A World That Never Was                                                | Half a House                         | Muziek: Sammy Fain • Tekst: Paul Francis Webster                 |                 |
| 1977 (50e)                                                            |                                      |                                                                  |                 |
| You Light up My Life                                                  | You Light up My Life                 | Muziek en tekst: Joseph Brooks                                   |                 |
| Candle on the Water                                                   | Pete's Dragon                        | Muziek en tekst: Al Kasha en Joel Hirschhorn                     |                 |
| Nobody Does It Better                                                 | The Spy Who Loved Me                 | Muziek: Marvin Hamlisch • Tekst: Carole Bayer Sager              |                 |
| The Slipper and the Rose Waltz (He Danced with Me/She Danced with Me) | The Slipper and the Rose             | Muziek en tekst: Richard M. Sherman en Robert B. Sherman         |                 |
| Someone's Waiting for You                                             | The Rescuers                         | Muziek: Sammy Fain • Tekst: Carol Connors en Ayn Robbins         |                 |
| 1978 (51e)                                                            |                                      |                                                                  |                 |
| Last Dance                                                            | Thank God It's Friday                | Muziek en tekst: Paul Jabara                                     |                 |
| Hopelessly Devoted to You                                             | Grease                               | Muziek en tekst: John Farrar                                     |                 |
| The Last Time I Felt Like This                                        | Same Time, Next Year                 | Muziek: Marvin Hamlisch • Tekst: Alan Bergman en Marilyn Bergman |                 |
| Ready to Take a Chance Again                                          | Foul Play                            | Muziek: Charles Fox • Tekst: Norman Gimbel                       |                 |
| When You're Loved                                                     | The Magic of Lassie                  | Muziek en tekst: Richard M. Sherman en Robert B. Sherman         |                 |
| 1979 (52e)                                                            |                                      |                                                                  |                 |
| It Goes Like It Goes                                                  | Norma Rae                            | Muziek: David Shire • Tekst: Norman Gimbel                       |                 |
| I'll Never Say Goodbye                                                | The Promise                          | Muziek: David Shire • Tekst: Alan Bergman en Marilyn Bergman     |                 |
| It's Easy to Say                                                      | 10                                   | Muziek: Henry Mancini • Tekst: Robert Wells                      |                 |
| The Rainbow Connection                                                | The Muppet Movie                     | Muziek en tekst: Paul Williams en Kenny Ascher                   |                 |
| Through the Eyes of Love                                              | Ice Castles                          | Muziek: Marvin Hamlisch • Tekst: Carole Bayer Sager              |                 |

### 1980-1989
| Jaar                                     | Nummer                     | Film                                                                                              | Muziek en tekst |
| ---------------------------------------- | -------------------------- | ------------------------------------------------------------------------------------------------- | --------------- |
| 1980 (53e)                               |                            |                                                                                                   |                 |
| Fame                                     | Fame                       | Muziek: Michael Gore • Tekst: Dean Pitchford                                                      |                 |
| Nine to Five                             | Nine to Five               | Muziek en tekst: Dolly Parton                                                                     |                 |
| On the Road Again                        | Honeysuckle Rose           | Muziek en tekst: Willie Nelson                                                                    |                 |
| Out Here on My Own                       | Fame                       | Muziek: Michael Gore • Tekst: Lesley Gore                                                         |                 |
| People Alone                             | The Competition            | Muziek: Lalo Schifrin • Tekst: Will Jennings                                                      |                 |
| 1981 (54e)                               |                            |                                                                                                   |                 |
| Arthur's Theme (Best That You Can Do)    | Arthur                     | Muziek en tekst: Burt Bacharach, Carole Bayer Sager, Christopher Cross en Peter Allen             |                 |
| Endless Love                             | Endless Love               | Muziek en tekst: Lionel Richie                                                                    |                 |
| The First Time It Happens                | The Great Muppet Caper     | Muziek en tekst: Joe Raposo                                                                       |                 |
| For Your Eyes Only                       | For Your Eyes Only         | Muziek: Bill Conti • Tekst: Mick Leeson                                                           |                 |
| One More Hour                            | Ragtime                    | Muziek en tekst: Randy Newman                                                                     |                 |
| 1982 (55e)                               |                            |                                                                                                   |                 |
| Up Where We Belong                       | An Officer and a Gentleman | Muziek: Jack Nitzsche en Buffy Sainte-Marie • Tekst: Will Jennings                                |                 |
| Eye of the Tiger                         | Rocky III                  | Muziek en tekst: Jim Peterik en Frankie Sullivan III                                              |                 |
| How Do You Keep the Music Playing?       | Best Friends               | Muziek: Michel Legrand • Tekst: Alan Bergman en Marilyn Bergman                                   |                 |
| If We Were in Love                       | Yes, Giorgio               | Muziek: John Williams • Tekst: Alan Bergman en Marilyn Bergman                                    |                 |
| It Might Be You                          | Tootsie                    | Muziek: Dave Grusin • Tekst: Alan Bergman en Marilyn Bergman                                      |                 |
| 1983 (56e)                               |                            |                                                                                                   |                 |
| Flashdance... What a Feeling             | Flashdance                 | Muziek: Giorgio Moroder • Tekst: Keith Forsey en Irene Cara                                       |                 |
| Maniac                                   | Flashdance                 | Muziek en tekst: Michael Sembello en Dennis Matkosky                                              |                 |
| Over You                                 | Tender Mercies             | Muziek en tekst: Austin Roberts en Bobby Hart                                                     |                 |
| Papa, Can You Hear Me?                   | Yentl                      | Muziek: Michel Legrand • Tekst: Alan Bergman en Marilyn Bergman                                   |                 |
| The Way He Makes Me Feel                 | Yentl                      | Muziek: Michel Legrand • Tekst: Alan Bergman en Marilyn Bergman                                   |                 |
| 1984 (57e)                               |                            |                                                                                                   |                 |
| I Just Called to Say I Love You          | The Woman in Red           | Muziek en tekst: Stevie Wonder                                                                    |                 |
| Against All Odds (Take a Look at Me Now) | Against All Odds           | Muziek en tekst: Phil Collins                                                                     |                 |
| Footloose                                | Footloose                  | Muziek en tekst: Kenny Loggins en Dean Pitchford                                                  |                 |
| Ghostbusters                             | Ghostbusters               | Muziek en tekst: Ray Parker jr.                                                                   |                 |
| Let's Hear It for the Boy                | Footloose                  | Muziek en tekst: Tom Snow en Dean Pitchford                                                       |                 |
| 1985 (58e)                               |                            |                                                                                                   |                 |
| Say You, Say Me                          | White Nights               | Muziek en tekst: Lionel Richie                                                                    |                 |
| Miss Celie's Blues (Sister)              | The Color Purple           | Muziek: Quincy Jones en Rod Temperton • Tekst: Quincy Jones, Rod Temperton en Lionel Richie       |                 |
| The Power of Love                        | Back to the Future         | Muziek: Chris Hayes en Johnny Colla • Tekst: Huey Lewis                                           |                 |
| Separate Lives                           | White Nights               | Muziek en tekst: Stephen Bishop                                                                   |                 |
| Surprise, Surprise                       | A Chorus Line              | Muziek: Marvin Hamlisch • Tekst: Edward Kleban                                                    |                 |
| 1986 (59e)                               |                            |                                                                                                   |                 |
| Take My Breath Away                      | Top Gun                    | Muziek: Giorgio Moroder • Tekst: Tom Whitlock                                                     |                 |
| Glory of Love                            | The Karate Kid Part II     | Muziek: Peter Cetera en David Foster • Tekst: Peter Cetera en Diane Nini                          |                 |
| Life in a Looking Glass                  | That's Life!               | Muziek: Henry Mancini • Tekst: Leslie Bricusse                                                    |                 |
| Mean Green Mother from Outer Space       | Little Shop of Horrors     | Muziek: Alan Menken • Tekst: Howard Ashman                                                        |                 |
| Somewhere Out There                      | An American Tail           | Muziek: James Horner en Barry Mann • Tekst: Cynthia Weil                                          |                 |
| 1987 (60e)                               |                            |                                                                                                   |                 |
| (I've Had) The Time of My Life           | Dirty Dancing              | Muziek: Franke Previte, John DeNicola en Donald Markowitz • Tekst: Franke Previte                 |                 |
| Cry Freedom                              | Cry Freedom                | Muziek en tekst: George Fenton en Jonas Gwangwa                                                   |                 |
| Nothing's Gonna Stop Us Now              | Mannequin                  | Muziek en tekst: Albert Hammond en Diane Warren                                                   |                 |
| Shakedown                                | Beverly Hills Cop II       | Muziek: Harold Faltermeyer en Keith Forsey • Tekst: Harold Faltermeyer, Keith Forsey en Bob Seger |                 |
| Storybook Love                           | The Princess Bride         | Muziek en tekst: Willy DeVille                                                                    |                 |
| 1988 (61e)                               |                            |                                                                                                   |                 |
| Let the River Run                        | Working Girl               | Muziek en tekst: Carly Simon                                                                      |                 |
| Calling You                              | Bagdad Cafe                | Muziek en tekst: Bob Telson                                                                       |                 |
| Two Hearts                               | Buster                     | Muziek: Lamont Dozier • Tekst: Phil Collins                                                       |                 |
| 1989 (62e)                               |                            |                                                                                                   |                 |
| Under the Sea                            | The Little Mermaid         | Muziek: Alan Menken • Tekst: Howard Ashman                                                        |                 |
| After All                                | Chances Are                | Muziek: Tom Snow • Tekst: Dean Pitchford                                                          |                 |
| The Girl Who Used to Be Me               | Shirley Valentine          | Muziek: Marvin Hamlisch • Tekst: Alan Bergman en Marilyn Bergman                                  |                 |
| I Love to See You Smile                  | Parenthood                 | Muziek en tekst: Randy Newman                                                                     |                 |
| Kiss the Girl                            | The Little Mermaid         | Muziek: Alan Menken • Tekst: Howard Ashman                                                        |                 |

### 1990-1999
| Jaar                                  | Nummer                             | Film | Muziek en tekst |
| ------------------------------------- | ---------------------------------- | --- | --------------- |
| 1990 (63e)                            |                                    | |                 |
| Sooner or Later (I Always Get My Man) | Dick Tracy                         | Muziek en tekst: Stephen Sondheim                                                                                 |                 |
| Blaze of Glory                        | Young Guns II                      | Muziek en tekst: Jon Bon Jovi                                                                                     |                 |
| I'm Checkin' Out                      | Postcards from the Edge            | Muziek en tekst: Shel Silverstein                                                                                 |                 |
| Promise Me You'll Remember            | The Godfather Part III             | Muziek: Carmine Coppola • Tekst: John Bettis                                                                      |                 |
| Somewhere in My Memory                | Home Alone                         | Muziek: John Williams • Tekst: Leslie Bricusse                                                                    |                 |
| 1991 (64e)                            |                                    | |                 |
| Beauty and the Beast                  | Beauty and the Beast               | Muziek: Alan Menken • Tekst: Howard Ashman                                                                        |                 |
| Belle                                 | Beauty and the Beast               | Muziek: Alan Menken • Tekst: Howard Ashman                                                                        |                 |
| Be Our Guest                          | Beauty and the Beast               | Muziek: Alan Menken • Tekst: Howard Ashman                                                                        |                 |
| (Everything I Do) I Do It for You     | Robin Hood: Prince of Thieves      | Muziek: Michael Kamen • Tekst: Bryan Adams en Robert John Lange                                                   |                 |
| When You're Alone                     | Hook                               | Muziek: John Williams • Tekst: Leslie Bricusse                                                                    |                 |
| 1992 (65e)                            |                                    | |                 |
| A Whole New World                     | Aladdin                            | Muziek: Alan Menken • Tekst: Tim Rice                                                                             |                 |
| Beautiful Maria of My Soul            | The Mambo Kings                    | Muziek: Robert Kraft • Tekst: Arne Glimcher                                                                       |                 |
| Friend Like Me                        | Aladdin                            | Muziek: Alan Menken • Tekst: Howard Ashman                                                                        |                 |
| I Have Nothing                        | The Bodyguard                      | Muziek: David Foster • Tekst: Linda Thompson                                                                      |                 |
| Run to You                            | The Bodyguard                      | Muziek: Jud Friedman • Tekst: Allan Rich                                                                          |                 |
| 1993 (66e)                            |                                    | |                 |
| Streets of Philadelphia               | Philadelphia                       | Muziek en tekst: Bruce Springsteen                                                                                |                 |
| Again                                 | Poetic Justice                     | Muziek en tekst: Janet Jackson, James Harris III en Terry Lewis                                                   |                 |
| The Day I Fell in Love                | Beethoven's 2nd                    | Muziek en tekst: Carole Bayer Sager, James Ingram en Cliff Magness                                                |                 |
| Philadelphia                          | Philadelphia                       | Muziek en tekst: Neil Young                                                                                       |                 |
| A Wink and a Smile                    | Sleepless in Seattle               | Muziek: Marc Shaiman • Tekst: Ramsey McLean                                                                       |                 |
| 1994 (67e)                            |                                    | |                 |
| Can You Feel the Love Tonight         | The Lion King                      | Muziek: Elton John • Tekst: Tim Rice                                                                              |                 |
| Circle of Life                        | The Lion King                      | Muziek: Elton John • Tekst: Tim Rice                                                                              |                 |
| Hakuna Matata                         | The Lion King                      | Muziek: Elton John • Tekst: Tim Rice                                                                              |                 |
| Look What Love Has Done               | Junior                             | Muziek en tekst: Carole Bayer Sager, James Newton Howard, James Ingram en Patty Smyth                             |                 |
| Make up Your Mind                     | The Paper                          | Muziek en tekst: Randy Newman                                                                                     |                 |
| 1995 (68e)                            |                                    | |                 |
| Colors of the Wind                    | Pocahontas                         | Muziek: Alan Menken • Tekst: Stephen Schwartz                                                                     |                 |
| Dead Man Walkin'                      | Dead Man Walking                   | Muziek en tekst: Bruce Springsteen                                                                                |                 |
| Have You Ever Really Loved a Woman?   | Don Juan DeMarco                   | Muziek en tekst: Michael Kamen, Bryan Adams en Robert John Lange                                                  |                 |
| Moonlight                             | Sabrina                            | Muziek: John Williams • Tekst: Alan Bergman en Marilyn Bergman                                                    |                 |
| You've Got a Friend in Me             | Toy Story                          | Muziek en tekst: Randy Newman                                                                                     |                 |
| 1996 (69e)                            |                                    | |                 |
| You Must Love Me                      | Evita                              | Muziek: Andrew Lloyd Webber • Tekst: Tim Rice                                                                     |                 |
| Because You Loved Me                  | Up Close & Personal                | Muziek en tekst: Diane Warren                                                                                     |                 |
| For the First Time                    | One Fine Day                       | Muziek en tekst: James Newton Howard, Jud J. Friedman en Allan Dennis Rich                                        |                 |
| I Finally Found Someone               | The Mirror Has Two Faces           | Muziek en tekst: Barbra Streisand, Marvin Hamlisch, Bryan Adams en Robert "Mutt" Lange                            |                 |
| That Thing You Do!                    | That Thing You Do!                 | Muziek en tekst: Adam Schlesinger                                                                                 |                 |
| 1997 (70e)                            |                                    | |                 |
| My Heart Will Go On                   | Titanic                            | Muziek: James Horner • Tekst: Will Jennings                                                                       |                 |
| Go the Distance                       | Hercules                           | Muziek: Alan Menken • Tekst: David Zippel                                                                         |                 |
| How Do I Live                         | Con Air                            | Muziek en tekst: Diane Warren                                                                                     |                 |
| Journey to the Past                   | Anastasia                          | Muziek: Stephen Flaherty • Tekst: Lynn Ahrens                                                                     |                 |
| Miss Misery                           | Good Will Hunting                  | Muziek en tekst: Elliott Smith                                                                                    |                 |
| 1998 (71e)                            |                                    | |                 |
| When You Believe                      | The Prince of Egypt                | Muziek en tekst: Stephen Schwartz                                                                                 |                 |
| I Don't Want to Miss a Thing          | Armageddon                         | Muziek en tekst: Diane Warren                                                                                     |                 |
| The Prayer                            | Quest for Camelot                  | Muziek: Carole Bayer Sager en David Foster • Tekst: Carole Bayer Sager, David Foster, Tony Renis en Alberto Testa |                 |
| A Soft Place to Fall                  | The Horse Whisperer                | Muziek en tekst: Allison Moorer en Gwil Owen                                                                      |                 |
| That'll Do                            | Babe: Pig in the City              | Muziek en tekst: Randy Newman                                                                                     |                 |
| 1999 (72e)                            |                                    | |                 |
| You'll Be in My Heart                 | Tarzan                             | Muziek en tekst: Phil Collins                                                                                     |                 |
| Blame Canada                          | South Park: Bigger, Longer & Uncut | Muziek en tekst: Trey Parker en Marc Shaiman                                                                      |                 |
| Music of My Heart                     | Music of the Heart                 | Muziek en tekst: Diane Warren                                                                                     |                 |
| Save Me                               | Magnolia                           | Muziek en tekst: Aimee Mann                                                                                       |                 |
| When She Loved Me                     | Toy Story 2                        | Muziek en tekst: Randy Newman                                                                                     |                 |

### 2000-2009
| Jaar                                    | Nummer                                            | Film | Muziek en tekst |
| --------------------------------------- | ------------------------------------------------- | --- | --------------- |
| 2000 (73e)                              |                                                   | |                 |
| Things Have Changed                     | Wonder Boys                                       | Muziek en tekst: Bob Dylan |                 |
| A Fool in Love                          | Meet the Parents                                  | Muziek en tekst: Randy Newman |                 |
| I've Seen It All                        | Dancer in the Dark                                | Muziek: Björk • Tekst: Lars von Trier en Sjon Sigurdsson                                                                                     |                 |
| A Love Before Time                      | Crouching Tiger, Hidden Dragon                    | Muziek: Jorge Calandrelli en Tan Dun • Tekst: James Schamus                                                                                  |                 |
| My Funny Friend and Me                  | The Emperor's New Groove                          | Muziek: Sting en David Hartley • Tekst: Sting                                                                                                |                 |
| 2001 (74e)                              |                                                   | |                 |
| If I Didn't Have You                    | Monsters, Inc.                                    | Muziek en tekst: Randy Newman |                 |
| May It Be                               | The Lord of the Rings: The Fellowship of the Ring | Muziek en tekst: Enya, Nicky Ryan en Roma Ryan                                                                                               |                 |
| There You'll Be                         | Pearl Harbor                                      | Muziek en tekst: Diane Warren |                 |
| Until                                   | Kate & Leopold                                    | Muziek en tekst: Sting |                 |
| Vanilla Sky                             | Vanilla Sky                                       | Muziek en tekst: Paul McCartney |                 |
| 2002 (75e)                              |                                                   | |                 |
| Lose Yourself                           | 8 Mile                                            | Muziek: Eminem, Jeff Bass en Luis Resto • Tekst: Eminem                                                                                      |                 |
| Burn It Blue                            | Frida                                             | Muziek: Elliot Goldenthal • Tekst: Julie Taymor                                                                                              |                 |
| Father and Daughter                     | The Wild Thornberrys Movie                        | Muziek en tekst: Paul Simon |                 |
| The Hands That Built America            | Gangs of New York                                 | Muziek en tekst: Bono, The Edge, Adam Clayton en Larry Mullen                                                                                |                 |
| I Move On                               | Chicago                                           | Muziek: John Kander • Tekst: Fred Ebb |                 |
| 2003 (76e)                              |                                                   | |                 |
| Into the West                           | The Lord of the Rings: The Return of the King     | Muziek en tekst: Fran Walsh, Howard Shore en Annie Lennox                                                                                    |                 |
| Belleville Rendez-vous                  | The Triplets of Belleville                        | Muziek: Benoît Charest • Tekst: Sylvain Chomet                                                                                               |                 |
| A Kiss at the End of the Rainbow        | A Mighty Wind                                     | Muziek en tekst: Michael McKean en Annette O'Toole                                                                                           |                 |
| Scarlet Tide                            | Cold Mountain                                     | Muziek en tekst: T Bone Burnett en Elvis Costello                                                                                            |                 |
| You Will Be My Ain True Love            | Cold Mountain                                     | Muziek en tekst: Sting |                 |
| 2004 (77e)                              |                                                   | |                 |
| Al Otro Lado Del Río                    | The Motorcycle Diaries                            | Muziek en tekst: Jorge Drexler |                 |
| Accidentally in Love                    | Shrek 2                                           | Muziek: Adam Duritz, Charles Gillingham, Jim Bogios, David Immergluck, Matthew Malley en David Bryson • Tekst: Adam Duritz en Daniel Vickrey |                 |
| Believe                                 | The Polar Express                                 | Muziek en tekst: Glen Ballard en Alan Silvestri                                                                                              |                 |
| Learn to Be Lonely                      | The Phantom of the Opera                          | Muziek: Andrew Lloyd Webber • Tekst: Charles Hart                                                                                            |                 |
| Look to Your Path (Vois Sur Ton Chemin) | The Chorus (Les Choristes)                        | Muziek: Bruno Coulais • Tekst: Christophe Barratier                                                                                          |                 |
| 2005 (78e)                              |                                                   | |                 |
| It's Hard Out Here for a Pimp           | Hustle & Flow                                     | Muziek en tekst: Jordan Houston, Cedric Coleman en Paul Beauregard                                                                           |                 |
| In the Deep                             | Crash                                             | Muziek: Kathleen "Bird" York en Michael Becker • Tekst: Kathleen "Bird" York                                                                 |                 |
| Travelin' Thru                          | Transamerica                                      | Muziek en tekst: Dolly Parton |                 |
| 2006 (79e)                              |                                                   | |                 |
| I Need to Wake Up                       | An Inconvenient Truth                             | Muziek en tekst: Melissa Etheridge |                 |
| Listen                                  | Dreamgirls                                        | Muziek: Henry Krieger en Scott Cutler • Tekst: Anne Preven                                                                                   |                 |
| Love You I Do                           | Dreamgirls                                        | Muziek: Henry Krieger • Tekst: Siedah Garrett                                                                                                |                 |
| Our Town                                | Cars                                              | Muziek en tekst: Randy Newman |                 |
| Patience                                | Dreamgirls                                        | Muziek: Henry Krieger • Tekst: Willie Reale                                                                                                  |                 |
| 2007 (80e)                              |                                                   | |                 |
| Falling Slowly                          | Once                                              | Muziek en tekst: Glen Hansard en Markéta Irglová                                                                                             |                 |
| Happy Working Song                      | Enchanted                                         | Muziek: Alan Menken • Tekst: Stephen Schwartz                                                                                                |                 |
| Raise It Up                             | August Rush                                       | Muziek en tekst: Jamal Joseph, Charles Mack en Tevin Thomas                                                                                  |                 |
| So Close                                | Enchanted                                         | Muziek: Alan Menken • Tekst: Stephen Schwartz                                                                                                |                 |
| That's How You Know                     | Enchanted                                         | Muziek: Alan Menken • Tekst: Stephen Schwartz                                                                                                |                 |
| 2008 (81e)                              |                                                   | |                 |
| Jai Ho                                  | Slumdog Millionaire                               | Muziek: A.R. Rahman • Tekst: Gulzar |                 |
| Down to Earth                           | WALL-E                                            | Muziek: Peter Gabriel en Thomas Newman • Tekst: Peter Gabriel                                                                                |                 |
| O Saya                                  | Slumdog Millionaire                               | Muziek en tekst: A.R. Rahman en Maya Arulpragasam                                                                                            |                 |
| 2009 (82e)                              |                                                   | |                 |
| The Weary Kind                          | Crazy Heart                                       | Muziek en tekst: Ryan Bingham en T Bone Burnett                                                                                              |                 |
| Almost There                            | The Princess and the Frog                         | Muziek en tekst: Randy Newman |                 |
| Down in New Orleans                     | The Princess and the Frog                         | Muziek en tekst: Randy Newman |                 |
| Loin de Paname                          | Paris 36                                          | Muziek: Reinhardt Wagner • Tekst: Frank Thomas                                                                                               |                 |
| Take It All                             | Nine                                              | Muziek en tekst: Maury Yeston |                 |

### 2010-2019
| Jaar                                     | Nummer                        | Film                                                                                                   | Muziek en tekst |
| ---------------------------------------- | ----------------------------- | --- | --------------- |
| 2010 (83e)                               |                               | |                 |
| We Belong Together                       | Toy Story 3                   | Muziek en tekst: Randy Newman                                                                          |                 |
| Coming Home                              | Country Strong                | Muziek en tekst: Tom Douglas, Troy Verges en Hillary Lindsey                                           |                 |
| I See the Light                          | Tangled                       | Muziek: Alan Menken • Tekst: Glenn Slater                                                              |                 |
| If I Rise                                | 127 Hours                     | Muziek: A.R. Rahman • Tekst: Dido en Rollo Armstrong                                                   |                 |
| 2011 (84e)                               |                               | |                 |
| Man or Muppet                            | The Muppets                   | Muziek en tekst: Bret McKenzie                                                                         |                 |
| Real in Rio                              | Rio                           | Muziek: Sérgio Mendes en Carlinhos Brown • Tekst: Siedah Garrett                                       |                 |
| 2012 (85e)                               |                               | |                 |
| Skyfall                                  | Skyfall                       | Muziek en tekst: Adele Adkins en Paul Epworth                                                          |                 |
| Before My Time                           | Chasing Ice                   | Muziek en tekst: J. Ralph                                                                              |                 |
| Everybody Needs a Best Friend            | Ted                           | Muziek: Walter Murphy • Tekst: Seth MacFarlane                                                         |                 |
| Pi's Lullaby                             | Life of Pi                    | Muziek: Mychael Danna • Tekst: Bombay Jayashri                                                         |                 |
| Suddenly                                 | Les Misérables                | Muziek: Claude-Michel Schönberg • Tekst: Herbert Kretzmer en Alain Boublil                             |                 |
| 2013 (86e)                               |                               | |                 |
| Let It Go                                | Frozen                        | Muziek en tekst: Kristen Anderson-Lopez en Robert Lopez                                                |                 |
| Alone Yet Not Alone (gediskwalificeerd)  | Alone Yet Not Alone           | Muziek: Bruce Broughton • Tekst: Dennis Spiegel                                                        |                 |
| Happy                                    | Despicable Me 2               | Muziek en tekst: Pharrell Williams                                                                     |                 |
| The Moon Song                            | Her                           | Muziek: Karen O en Spike Jonze • Tekst: Karen O                                                        |                 |
| Ordinary Love                            | Mandela: Long Walk to Freedom | Muziek: Paul Hewson, Dave Evans, Adam Clayton en Larry Mullen • Tekst: Paul Hewson                     |                 |
| 2014 (87e)                               |                               | |                 |
| Glory                                    | Selma                         | Muziek en tekst: John Stephens en Lonnie Lynn                                                          |                 |
| Everything Is Awesome                    | The Lego Movie                | Muziek en tekst: Shawn Patterson                                                                       |                 |
| Grateful                                 | Beyond the Lights             | Muziek en tekst: Diane Warren                                                                          |                 |
| I'm Not Gonna Miss You                   | Glen Campbell: I'll Be Me     | Muziek en tekst: Glen Campbell en Julian Raymond                                                       |                 |
| Lost Stars                               | Begin Again                   | Muziek en tekst: Gregg Alexander en Danielle Brisebois                                                 |                 |
| 2015 (88e)                               |                               | |                 |
| Writing's on the Wall                    | Spectre                       | Muziek en tekst: Jimmy Napes en Sam Smith                                                              |                 |
| Earned It                                | Fifty Shades of Grey          | Muziek en tekst: The Weeknd, Ahmad Balshe, Jason Quenneville en Stephan Moccio                         |                 |
| Manta Ray                                | Racing Extinction             | Muziek: J. Ralph • Tekst: Anohni                                                                       |                 |
| Simple Song#3                            | Youth                         | Muziek en tekst: David Lang                                                                            |                 |
| Til It Happens to You                    | The Hunting Ground            | Muziek en tekst: Diane Warren en Lady Gaga                                                             |                 |
| 2016 (89e)                               |                               | |                 |
| City of Stars                            | La La Land                    | Muziek: Justin Hurwitz • Tekst: Benj Pasek en Justin Paul                                              |                 |
| Audition (The Fools Who Dream)           | La La Land                    | Muziek: Justin Hurwitz • Tekst: Benj Pasek en Justin Paul                                              |                 |
| Can't Stop the Feeling!                  | Trolls                        | Muziek en tekst: Justin Timberlake, Max Martin en Karl Johan Schuster                                  |                 |
| The Empty Chair                          | Jim: The James Foley Story    | Muziek en tekst: J. Ralph en Sting                                                                     |                 |
| How Far I'll Go                          | Moana                         | Muziek en tekst: Lin-Manuel Miranda                                                                    |                 |
| 2017 (90e)                               |                               | |                 |
| Remember Me                              | Coco                          | Muziek en tekst: Kristen Anderson-Lopez en Robert Lopez                                                |                 |
| Mighty River                             | Mudbound                      | Muziek en tekst: Mary J. Blige, Raphael Saadiq en Taura Stinson                                        |                 |
| Mystery of Love                          | Call Me by Your Name          | Muziek en tekst: Sufjan Stevens                                                                        |                 |
| Stand up for Something                   | Marshall                      | Muziek: Diane Warren • Tekst: Lonnie R. Lynn en Diane Warren                                           |                 |
| This Is Me                               | The Greatest Showman          | Muziek en tekst: Benj Pasek en Justin Paul                                                             |                 |
| 2018 (91e)                               |                               | |                 |
| Shallow                                  | A Star Is Born                | Muziek en tekst: Lady Gaga, Mark Ronson, Anthony Rossomando en Andrew Wyatt                            |                 |
| All the Stars                            | Black Panther                 | Muziek: Kendrick Lamar, Mark Spears en Anthony Tiffith • Tekst: Kendrick Lamar, SZA en Anthony Tiffith |                 |
| I'll Fight                               | RBG                           | Muziek en tekst: Diane Warren                                                                          |                 |
| The Place Where Lost Things Go           | Mary Poppins Returns          | Muziek: Marc Shaiman • Tekst: Scott Wittman en Marc Shaiman                                            |                 |
| When a Cowboy Trades His Spurs for Wings | The Ballad of Buster Scruggs  | Muziek en tekst: Gillian Welch en David Rawlings                                                       |                 |
| 2019 (92e)                               |                               | |                 |
| (I'm Gonna) Love Me Again                | Rocketman                     | Muziek: Elton John • Tekst: Bernie Taupin                                                              |                 |
| I Can't Let You Throw Yourself Away      | Toy Story 4                   | Muziek en tekst: Randy Newman                                                                          |                 |
| I'm Standing With You                    | Breakthrough                  | Muziek en tekst: Diane Warren                                                                          |                 |
| Into the Unknown                         | Frozen II                     | Muziek en tekst: Kristen Anderson-Lopez en Robert Lopez                                                |                 |
| Stand Up                                 | Harriet                       | Muziek en tekst: Joshuah Brian Campbell en Cynthia Erivo                                               |                 |

### 2020-2029
| Jaar                             | Nummer                                          | Film                                                                                  | Muziek en tekst |
| -------------------------------- | ----------------------------------------------- | ------------------------------------------------------------------------------------- | --------------- |
| 2020 (93e)                       |                                                 |                                                                                       |                 |
| Fight for You                    | Judas and the Black Messiah                     | Muziek: H.E.R. en Dernst Emile II • Tekst: H.E.R. en Tiara Thomas                     |                 |
| Hear My Voice                    | The Trial of the Chicago 7                      | Muziek: Daniel Pemberton • Tekst: Daniel Pemberton en Celeste Waite                   |                 |
| Husavik                          | Eurovision Song Contest: The Story of Fire Saga | Muziek en tekst: Savan Kotecha, Fat Max Gsus en Richard Göransson                     |                 |
| Io Sì (Seen)                     | The Life Ahead (La Vita Davanti a Se)           | Muziek: Diane Warren • Tekst: Diane Warren en Laura Pausini                           |                 |
| Speak Now                        | One Night in Miami                              | Muziek en tekst: Leslie Odom jr. en Sam Ashworth                                      |                 |
| 2021 (94e)                       |                                                 |                                                                                       |                 |
| No Time to Die                   | No Time to Die                                  | Muziek en tekst: Billie Eilish en Finneas O'Connell                                   |                 |
| Be Alive                         | King Richard                                    | Muziek en tekst: DIXSON en Beyoncé Knowles-Carter                                     |                 |
| Dos Oruguitas                    | Encanto                                         | Muziek en tekst: Lin-Manuel Miranda                                                   |                 |
| Down to Joy                      | Belfast                                         | Muziek en tekst: Van Morrison                                                         |                 |
| Somehow You Do                   | Four Good Days                                  | Muziek en tekst: Diane Warren                                                         |                 |
| 2022 (95e)                       |                                                 |                                                                                       |                 |
| Naatu Naatu                      | RRR                                             | Muziek: M.M. Keeravaani • Tekst: Chandrabose                                          |                 |
| Applause                         | Tell It Like a Woman                            | Muziek en tekst: Diane Warren                                                         |                 |
| Hold My Hand                     | Top Gun: Maverick                               | Muziek en tekst: Lady Gaga en BloodPop                                                |                 |
| Lift Me Up                       | Black Panther: Wakanda Forever                  | Muziek: Tems, Rihanna, Ryan Coogler en Ludwig Göransson • Tekst: Tems en Ryan Coogler |                 |
| This Is a Life                   | Everything Everywhere All at Once               | Muziek: Ryan Lott, David Byrne en Mitski • Tekst: Ryan Lott en David Byrne            |                 |
| 2023 (96e)                       |                                                 |                                                                                       |                 |
| What Was I Made For?             | Barbie                                          | Muziek en tekst: Billie Eilish en Finneas O'Connell                                   |                 |
| The Fire Inside                  | Flamin' Hot                                     | Muziek en tekst: Diane Warren                                                         |                 |
| I'm Just Ken                     | Barbie                                          | Muziek: Mark Ronson • Tekst: Andrew Wyatt                                             |                 |
| It Never Went Away               | American Symphony                               | Muziek en tekst: Jon Batiste en Dan Wilson                                            |                 |
| Wahzhazhe (A Song for My People) | Killers of the Flower Moon                      | Muziek en tekst: Scott George                                                         |                 |
| 2024 (97e)                       |                                                 |                                                                                       |                 |
| El Mal                           | Emilia Pérez                                    | Muziek: Clément Ducol en Camille • Tekst: Clément Ducol, Camille en Jacques Audiard   |                 |
| The Journey                      | The Six Triple Eight                            | Muziek en tekst: Diane Warren                                                         |                 |
| Like a Bird                      | Sing Sing                                       | Muziek en tekst: Abraham Alexander en Adrian Quesada                                  |                 |
| Mi Camino                        | Emilia Pérez                                    | Muziek en tekst: Camille en Clément Ducol                                             |                 |
| Never Too Late                   | Elton John: Never Too Late                      | Muziek en tekst: Elton John, Brandi Carlile, Andrew Watt en Bernie Taupin             |                 |

## Opmerkelijke winnaars en recordhouders

### Meeste Academy Awards
Winnaars van meerdere Oscars in deze categorie, gesorteerd op behaalde aantal Oscars, met tussen haakjes het totale aantal nominaties:
| - 4: Sammy Cahn (26) - 4: Johnny Mercer (18) - 4: Alan Menken (14) - 4: Jimmy/James Van Heusen (14) - 3: Paul Francis Webster (16) - 3: Harry Warren (11) - 3: Ray Evans (7) - 3: Jay Livingston (7) - 3: Tim Rice (5) - 2: Alan Bergman & Marilyn Bergman (15) - 2: Randy Newman (12) - 2: Henry Mancini (11) | - 2: Ned Washington (11) - 2: Sammy Fain (10) - 2: Howard Ashman (7) - 2: Jerome Kern (7) - 2: Burt Bacharach (5) - 2: Oscar Hammerstein II (5) - 2: Stephen Schwartz (5) - 2: Joel Hirschhorn (3) - 2: Will Jennings (3) - 2: Al Kasha (3) - 2: Kristen Anderson-Lopez & Robert Lopez (2) - 2: Giorgio Moroder (2) |

### Anderstalige winnaars
De Oscar voor beste originele nummer is drie keer gewonnen door een niet-Engelstalig nummer. In 1961 won Never on Sunday (met als originele Griekse titel Ta Paidia toy Peiraia) uit de Griekse film Never on Sunday (Griekse titel: Pote tin Kyriaki), in 2005 won Al otro lado del río uit de film The Motorcycle Diaries, en in 2009 won Jai Ho uit de film Slumdog Millionaire.

## Succes van winnende liedjes in Nederland
Sinds 1956, toen de eerste Nederlandse hitlijsten verschenen, hebben 23 winnende liedjes een hitnotering opgeleverd. Zeven hiervan bereikten de eerste plaats:
- 1956: Whatever Will Be, Will Be (Que Sera, Sera) – Doris Day (nr. 3)
- 1960: Never on Sunday – Melina Merkouri (nr. 2)
- 1969: Raindrops Keep Fallin' on My Head – B.J. Thomas (nr. 28)
- 1971: Theme from Shaft – Isaac Hayes (nr. 13)
- 1976: Evergreen – Barbra Streisand (nr. 19)
- 1978: Last Dance – Donna Summer (nr. 8)
- 1980: Fame – Irene Cara (nr. 1; was pas in 1983 een hit)
- 1983: Flashdance... What a Feeling – Irene Cara (nr. 13)
- 1984: I Just Called to Say I Love You – Stevie Wonder (nr. 1)
- 1985: Say You, Say Me – Lionel Richie (nr. 2)
- 1986: Take My Breath Away – Berlin (nr. 1)
- 1987: (I've Had) The Time of My Life – Bill Medley & Jennifer Warnes (nr. 1)
- 1991: Beauty and the Beast – Céline Dion & Peabo Bryson (nr. 18)
- 1992: A Whole New World – Peabo Bryson & Regina Belle (nr. 18)
- 1993: Streets of Philadelphia – Bruce Springsteen (nr. 6)
- 1994: Can You Feel the Love Tonight – Elton John (nr. 14)
- 1995: Colors of the Wind – Vanessa Williams (nr. 9)
- 1997: My Heart Will Go On – Céline Dion (nr. 1)
- 1999: When You Believe – Mariah Carey & Whitney Houston (nr. 5)
- 2000: You'll Be in My Heart – Phil Collins (nr. 37)
- 2003: Lose Yourself – Eminem (nr. 1)
- 2013: Skyfall – Adele (nr. 1)
- 2015: Writings on the Wall – Sam Smith (nr. 35)